# Livre de Daniel
Pour les articles homonymes, voir The Book of Daniel.
Le Livre de Daniel, écrit en hébreu et en araméen, fait partie de la Bible hébraïque (Tanakh, plus précisément des Ketouvim) et de la Bible chrétienne (plus précisément des Prophètes du Premier Testament). Le texte de certaines Bibles chrétiennes contient une partie supplémentaire appelée partie deutérocanonique écrite en grec.
Le livre décrit des événements se déroulant de la captivité du peuple juif à Babylone sous Nabuchodonosor II, le roi de Babylone entre 605 et 562 av. J.-C., jusqu'à l'époque séleucide sous Antiochos IV, entre 175 et 163 av. J.-C. Les six premiers chapitres racontent l'histoire de Daniel et sont mis en scène au cours des épisodes de Babylone et de la Perse. Les chapitres 7 à 12 présentent des visions allégoriques d'évènements historiques débutant entre le VIe siècle av. J.-C. et le IIe siècle av. J.-C. Les chapitres 13 et 14 ont été écrits en grec, ce qui témoigne d'une rédaction plus tardive.
Le Livre de Daniel est écrit, tout comme le Livre d'Hénoch et d'autres apocryphes bibliques trouvés à Qumrân, dans un style apocalyptique qui était populaire à l'époque des Maccabées. Pour certains spécialistes, sa composition finale (chapitres 13 et 14 notamment) date du règne d'Antiochos IV (175 à 163 av. J.-C.), un roi séleucide qui cherchait à éradiquer le judaïsme. Les douze chapitres précédents ont été rédigés dans une période allant jusqu'au IIIe siècle av. J.-C., ce qui en fait le livre le plus récent du canon hébraïque. D'autres, plus récents encore, sont ajoutés à la version grecque de l'Ancien Testament, comme le Siracide, ou la Sagesse de Salomon.
La précision des prophéties prononcées par Daniel sur la venue du Messie fait que les traditions catholique et orthodoxe le rangent parmi les quatre grands prophètes, avec Isaïe, Jérémie et Ézéchiel.

## Le texte

### Langue de rédaction

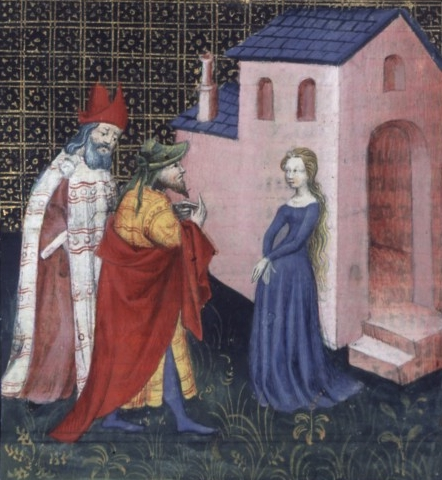
Maître du Couronnement de la Vierge, Suzanne et les vieillards,. Miniature extraite de la Bible historiale de Guyart des Moulins. Illustration d'un épisode deutérocanonique du Livre de Daniel.

La partie protocanonique du livre de Daniel, qui est celle de la Bible hébraïque, est rédigée dans deux langues différentes :
- Le livre commence en hébreu et ce jusqu’au chapitre 2, verset 4 (Da 1-2. 4) ;
- Il se poursuit en araméen jusqu’à la fin du chapitre 7 (Da 2:5-7:28) ;
- Il revient à l’hébreu jusqu’au chapitre 12 (Da 8-12).

Cette division linguistique hébreu/araméen ne recouvre pas la division thématique du livre. En effet, Daniel comporte deux grands blocs assez distincts :
- D’une part, les chapitres 1-6 (Da 1-6) qui racontent à la troisième personne diverses aventures arrivant à Daniel. Ces récits présentent Daniel comme un savant interprète des songes capable de conseiller les rois babyloniens et surpassant en sagesse les magiciens chaldéens ;
- D’autre part, les chapitres 7-12 (Da 7-12) qui sont d’un tout autre genre. Ils sont rédigés en style autobiographique à partir du chapitre 8. Daniel n’est plus l’interprète des visions des autres ; il est le bénéficiaire de visions qu’il n'interprète qu'avec l’aide d’un ange.

Par sa langue de rédaction, le chapitre 7 se rattache donc au bloc 2-6 alors que son thème le lie au bloc 8-12. De nombreux travaux ont essayé de rendre compte de la division linguistique du Livre de Daniel. L’hypothèse selon laquelle le même auteur aurait rédigé en deux langues différentes n’a plus guère de partisans aujourd’hui. L’état actuel du Livre de Daniel semble résulter à la fois d’une entreprise de traduction et d’une histoire rédactionnelle mettant à contribution plusieurs auteurs. Ainsi, plusieurs hypothèses ressortent : 
- une rédaction en araméen des chapitres 1-6 (Da 1-6), compilation d’histoires parfois peu liées les unes aux autres ;
- la rédaction en araméen du chapitre 7 (Da 7) qui prolonge le livre dans sa langue d’origine, en lui donnant une tournure plus nettement apocalyptique ;
- l'adjonction en hébreu des chapitres 8-12 (Da 8-12) qui amplifient le chapitre 7. À l’occasion de cet ajout, le début du livre est partiellement traduit en hébreu (jusqu’à 2,4).

Les versions grecques comportent trois passages supplémentaires, qui constituent la partie appelée deutérocanonique : la prière d’Azariah et le cantique des trois enfants insérés dans le chapitre 3 après le verset 23 ; l’histoire de Suzanne et les Vieillards après le chapitre 12 ; et l’histoire de Bel et le serpent qui termine le livre – dans la vulgate, ces deux derniers passages sont respectivement numérotés chapitres 13 et 14.

### Composition et date

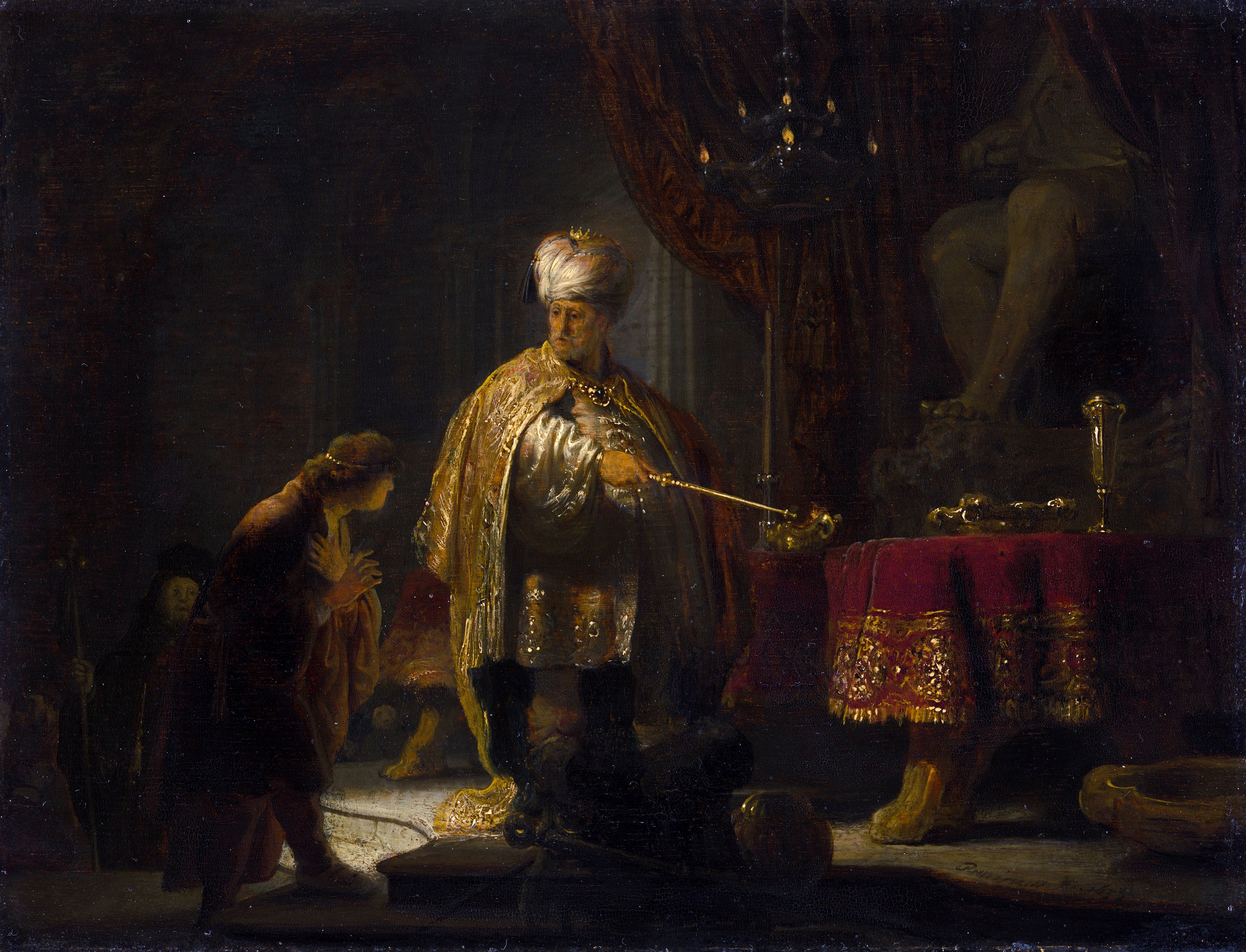
Daniel et Cyrus devant l'idole, par Rembrandt (1633).

Daniel, qui s'exprime en « je » tout au long des chapitres 7 à 12, est censé vivre à Babylone au VIe siècle av. J.-C. Beaucoup — en dépit de l'opinion traditionnelle encore défendue notamment par des auteurs fondamentalistes américains — considèrent que le livre est beaucoup plus récent. En effet, s'y trouvent de nombreuses incohérences. Par exemple, Belshatsar (Balthazar) n'était pas le fils de Nabuchodonosor, comme l'ouvrage le présente, il est celui de Nabonide et n'a jamais eu le titre de roi. Les partisans d'une cohérence des textes l'expliquent par le fait que Belshatsar aurait été petit-fils supposé de Nabuchodonosor et co-régent avec son père Nabonide de -552 à -542 (dates approximatives), période où il aurait donc détenu le pouvoir royal à Babylone pendant que son père était au loin. Ce genre de confusion entre le règne et la corégence est fréquent dans la Bible dans les périodes des règnes des rois de Juda et d'Israël, par exemple.
Daniel annonce des événements à venir. Il devient de plus en plus exact au fur et à mesure que l'histoire avance, comme s'il connaissait mieux les événements de la première moitié du IIe siècle que ceux des siècles précédents. L'hébreu utilisé aux chapitres 1 et 8 à 12 est influencé par l'araméen ; cette langue est elle-même utilisée aux chapitres 2 à 7, avec des caractéristiques plus tardives que l'araméen du Livre d'Esdras et des papyri d'Eléphantine (VIe et Ve siècles av. J.-C.). Ce qui converge vers une conclusion aujourd'hui largement acceptée : l'auteur de l'ouvrage dans sa forme finale utilise le procédé de pseudépigraphie : il n'écrit pas au VIe siècle av. J.-C., mais à l'époque des derniers évènements annoncés, c'est-à-dire au IIe siècle av. J.-C..
Daniel est inconnu par l'auteur du Siracide (vers 180 av. J.-C.) qui contient une longue section (chapitres 44-50) en l'honneur des « hommes illustres » qui ont compté dans l'histoire juive. Le livre est connu par l'auteur du Premier livre des Maccabées, entre 134 et 104 av. J.-C. (1 M 1,54 = Da 9. 27 et Da 11. 37), et sa première version grecque est même utilisée par le livre III des Oracles sibyllins. L'auteur connait la profanation du Temple, le 7 décembre 167 (Da 11. 31)et la mise à mort des Juifs fidèles (Da 11. 33), la révolte des Maccabées et les premiers succès de Judas (allusion de Da 11. 34) en 166 av. J.-C.. L'auteur ne connaît pas les circonstances de la mort du roi persécuteur en automne 164, ce qui indique une fin de composition d'ensemble du Livre de Daniel entre 167 et 164. Rien dans le reste du livre ne contredit ces dates.

### Manuscrits de la mer Morte
Huit manuscrits incomplets du Livre de Daniel ont été trouvés dans les grottes près de Qumrân. Quatre manuscrits (1Q71, 1Q72, 4Q113, 6Q7) dateraient d'entre 50 et la prise du site par les Romains lors de grande révolte juive (66-74), deux manuscrits (4Q112, 4Q115) dateraient de 50 av. J.-C. environ, et les deux plus anciens manuscrits (4Q114 et 4Q116) remonteraient à 150-100 av. J.-C.
D'autres manuscrits trouvés à Qumrân comportent de nombreuses similitudes avec le récit de Daniel. Ceux-ci ont amené les chercheurs à émettre l'hypothèse d'un « cycle de Daniel », qui comporterait de nombreuses histoires en plus de celles qui ont survécu dans les Bibles. Ces histoires auraient servi de matériau au compilateur final. Ainsi, le manuscrit 4Q242, dit « Prière de Nabonide », comporte des correspondances nombreuses et significatives avec le chapitre 4 du Livre de Daniel. Ces similitudes ont convaincu la plupart des spécialistes que l'histoire relatée par le manuscrit est, d'une façon ou d'une autre, liée à l'épisode biblique. Si cette théorie est juste, cela signifierait qu'avec ce rouleau a été découverte une source jusque-là inconnue de la Bible. L'histoire du Livre de Daniel commencerait alors avant l'an 200 avant l'ère chrétienne, et pourrait même être d'un ou deux siècles plus ancienne. D'autres manuscrits, comme « Vision de Daniel » (4Q243, 4Q244, 4Q245) et la « Vision des quatre arbres » (4Q552, 4Q553), présentent des récits semblables au texte reçu.

## Résumé
Les chapitres 1 à 6 présentent des récits concernant le jeune Daniel et ses trois compagnons déportés à Babylone, écrits sous forme didactique (aggada). Ces chapitres constituent un ouvrage pédagogique délivrant une leçon théologique et morale. Le héros du récit, par son comportement et par ses épreuves, est présenté de telle façon que le lecteur en tire un message de réconfort, de foi, en rapport avec les besoins spirituels de l'époque.
Les chapitres 7 à 12 présentent les visions de Daniel. Ces visions ont pour but d'interpréter l'histoire de manière théologique, couronnée à son terme par une annonce de la Fin, sous la plume d'un prophète du passé afin de prendre du recul par rapport au temps des écrivains. La révélation se présente comme une sagesse venue d'en haut donnée aux croyants.

### Histoire de Daniel
Les six premiers chapitres comprennent une série de récits à la cour sur Daniel et ses trois compagnons. Le premier chapitre est écrit en hébreu. C'est ensuite l'araméen qui est utilisé à partir du verset 4 du chapitre 2 jusqu'au chapitre 7. L'hébreu réapparaît du chapitre 8 au chapitre 12.

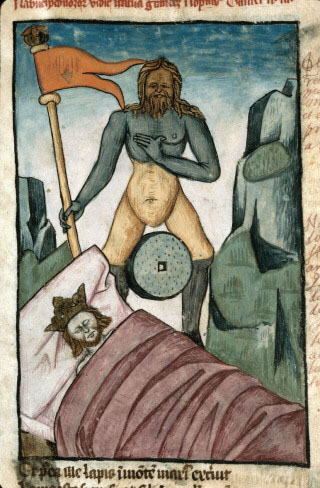
Songe de Nabuchodonosor : la statue composite (Ars moriendi, France, XVe siècle).

1. Après avoir été fait captifs et emmenés à Babylone, les membres de la noblesse d'Israël sont pris au service du roi Nabuchodonosor. Parmi eux, Daniel et ses trois amis Ananias, Azarias et Misaël refusent de manger et de boire à la table du roi, car ils semblent être végétariens et refusent le vin et les viandes dont une partie était sacrifiée à des idoles. À la fin d'une courte période d'essai de dix jours, ils apparaissent en meilleure santé que ceux qui ont accepté la nourriture royale et peuvent donc continuer leur régime alimentaire, constitué uniquement de légumes et d'eau. Les quatre Hébreux sont finalement instruits par Dieu, ce qui leur permet d'être remarqués par le roi qui les trouve « dix fois supérieurs à tous les magiciens et devins de son royaume tout entier ».
2. Nabuchodonosor rêve d'une statue géante faite de quatre métaux et d'un mélange de fer et d'argile, un colosse aux pieds d'argile (l'expression provient de ce récit). Dans le songe, cette statue est détruite par une pierre qui se détache de la montagne. Daniel explique alors au roi que la statue représente des empires successifs. La pierre se transforme en une grande montagne qui remplit toute la terre. Le professeur d'Ancien Testament John J. Collins suggère que cette division du monde en quatre parties est un emprunt au poète grec Hésiode (VIIIe siècle av. J.-C.). Ce dernier, en effet, enseignait que le monde était passé par quatre âges différents : l'âge de l'or, de l'argent, du bronze et du fer ; chaque âge étant moralement inférieur au précédent[12],[13].Songe de Nabuchodonosor : l'arbre abattu (France, XVe siècle).

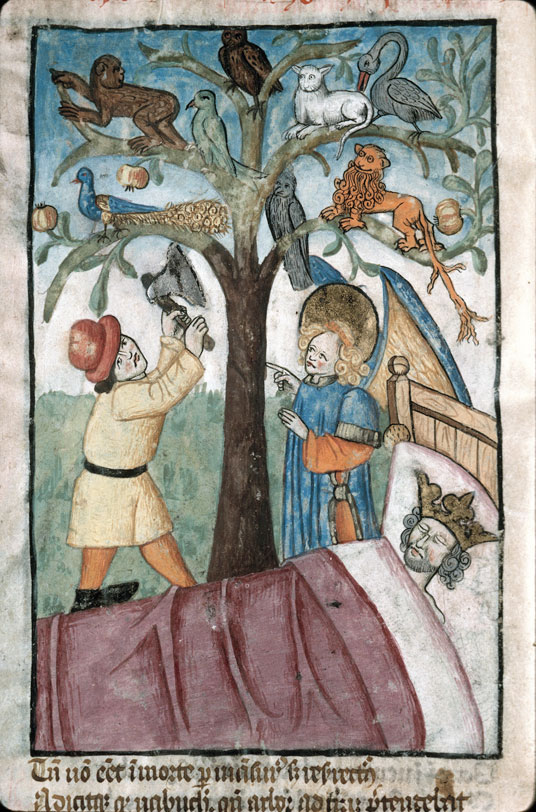
Songe de Nabuchodonosor : l'arbre abattu (France, XVe siècle).

3. Nabuchodonosor fait construire une statue d'or et demande à ce qu'elle soit adorée sous peine d'être jeté dans une fournaise. Les trois compagnons de Daniel refusent de participer au culte de la statue géante de Nabuchodonosor. Ils refusent obstinément d'adorer le dieu du roi. À cause de cela, ils sont enfermés dans un four surchauffé. Les hommes vaillants les y ayant jetés meurent consumés par le feu de la fournaise. Les trois compagnons sont sauvés par un ange (Da 3. 1-30).
4. Nabuchodonosor rêve d'un arbre atteignant le ciel et visible sur toute la terre, soudainement coupé sur ordre d'un messager divin. Daniel explique au roi que cet arbre le désigne, lui, le roi. Pendant sept ans, il perdra la raison et son pouvoir et vivra parmi les bêtes sauvages dans la nature. À l'issue de cette punition divine, il reprendra son trône et proclamera que le Dieu de Daniel est le roi des dieux.
5. Le banquet de Balthazar raconte une soirée durant laquelle Balthazar et ses courtisans mangent et boivent dans les ustensiles et verres pris au Temple de Jérusalem. Apparaît alors une mystérieuse main qui écrit sur le mur « Mene, Menel, Tekel, Upharsin » (l'expression l'inscription sur le mur provient de ce récit). Le roi horrifié fait appel à Daniel pour lui expliquer ce qui est écrit. Daniel donne l'explication suivante (5,26-28) : « Mené, mené : Dieu a mesuré ton royaume et l'a livré ; Teqel : tu as été pesé dans la balance et ton poids se trouve en défaut; Upharsin : ton royaume a été divisé et donné aux Mèdes et aux Perses. » Cette nuit-là, la ville est prise par Darius II et Balthazar est assassiné. Il faut aussi comprendre une dimension ironique ou humoristique: la répétition du mot « Mené, Mén » peut se traduire par « compté, compté », ainsi que par « compté, le comptable ». Ce qui est une façon de se moquer de la richissime Babylone et de sa puissance fondée sur la comptabilité, science récente à l'époque, qui avait permis à ses princes de spolier les peuples alentour[réf. souhaitée].
6. Daniel dans la fosse aux lions : Daniel est élevé à une fonction importante sous le règne de Darius ce qui lui vaut des jalousies. Connaissant la piété et la dévotion de Daniel envers Dieu, les intrigants de la cour demandent au roi de prononcer une loi qui interdit de prier un autre dieu ou homme que Darius pendant trente jours. Comme Daniel n'en tient pas compte et continue à prier trois fois par jour, il est accusé. Darius, devant respecter son propre décret, se voit obligé de jeter Daniel dans la fosse aux lions. L'ange de Dieu intervient et ferme la gueule des lions. Darius voyant cela fait sortir Daniel de la fosse aux lions et fait jeter les intrigants, leurs femmes et leurs enfants dans la fosse où les lions les dévorent immédiatement.

### Parties deutérocanoniques

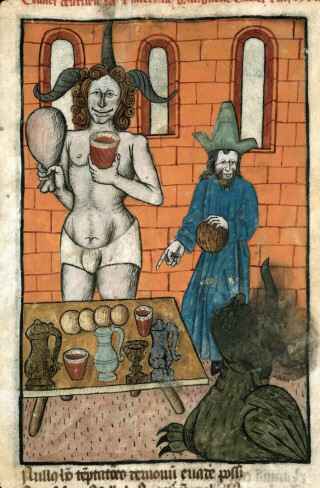
Daniel, Bel et le dragon sacré des Babyloniens (France, XVe siècle).

La Septante comprend des textes additionnels, considérés comme apocryphes par les juifs et par certaines Églises orthodoxes et la plupart des protestants. Ils sont deutérocanoniques pour les catholiques et certaines Églises orthodoxes. Ils sont parfois inclus directement dans le texte du Livre de Daniel, parfois mis à part.
Les textes propres à la Septante sont :
- Une centaine de versets supplémentaires, où l'on trouve le cantique d'Azarias dans la fournaise (Da 3. 26-45 LXX) et le cantique des trois jeunes gens (Da 3. 52-90 LXX), qui s'ajoutent à la version grecque du chapitre 3 (l'épisode de la statue d'or et des trois compagnons dans la fournaise).
- Suzanne et les vieillards
- Bel et le Dragon, qui raconte deux épisodes de la vie du prophète Daniel. Le premier relate comment Daniel prouva que l'idole Bēl, dieu protecteur de Babylone, n'avait aucune valeur, en révélant que la nourriture prétendument mangée par le dieu était en réalité emportée par les prêtres de Bêl. Le second épisode raconte la délivrance miraculeuse de Daniel, jeté dans la fosse aux lions pour avoir tué le dragon vénéré par les Babyloniens. Ces deux récits sont destinés à ridiculiser l'idolâtrie et à montrer que ceux qui adorent le vrai Dieu recevront de la nourriture et seront nourris pendant les périodes de difficulté.

### Les visions de Daniel
Les quatre visions des chapitres 7 à 12 sont des exemples d'écrits apocalyptiques, genre littéraire de textes juifs et chrétiens. Contrairement aux six premiers chapitres qui évoquent Daniel à la troisième personne, le rédacteur s'exprime ici à la première personne. L'une des caractéristiques de cette section concerne la dépendance de Daniel envers des créatures surnaturelles pour interpréter ses visions. Le cadre historique de ces visions n'est pas indiqué, à l'exception de quelques dates de règne. Le chapitre 7 est rédigé en araméen alors que les chapitres 8 à 12 sont écrits en hébreu. La section « visions apocalyptiques » de Daniel comprend trois visions et une prophétie concernant le destin d'Israël.
Ces écrits apocalyptiques et eschatologiques ont donné lieu à de multiples interprétations chez les esséniens et chez les chrétiens.

#### Vision des quatre bêtes énormes
La vision dans la première année de Balthazar roi de Babylone (7,1) concerne quatre bêtes énormes (7,3) représentant quatre futurs rois (7,17) ou royaumes (7,23), la quatrième bête qui mangera toute la terre, la foulera aux pieds et l'écrasera (7,23) ; ce quatrième royaume est représenté par une bête avec dix cornes représentant dix rois, suivi d'une petite corne qui abat trois rois (7,24), parlant contre le Très-Haut, et voulant changer les temps et le droit (7,25). Après « un temps et des temps et un demi-temps », cette corne est jugée et sa domination lui est ôtée et détruite (7,26) ; finalement, le royaume et l'empire et les grandeurs des royaumes sous tous les cieux sont donnés au peuple des saints du Très Haut (7,27).

#### Vision du Bélier et du Bouc
La vision de la troisième année de Balthazar concerne un bélier (8,1-27) qui représente les rois de Médie et de Perse (8,20), la Grèce (8,21) étant représentée par un bouc. La grande corne du bouc est cassée pour être remplacée par quatre royaumes plus faibles. La vision se consacre ensuite à « un roi impudent et expert en astuces qui opère des destructions prodigieuses » en supprimant les sacrifices au Temple de Jérusalem pour une période de deux mille trois cents soirs et matins (8,14). Ensuite, l'auteur attend le jugement final de ce roi dans les temps futurs avec le rétablissement du sanctuaire. Cette vision incorpore des boucs, des béliers et des cornes étaient utilisées pour le service du sanctuaire du Temple à Jérusalem.

#### Prophétie des 70 semaines
La vision dans la première année de Xerxès Ier fils de Darius Ier (9,1) concerne la prophétie des 70 semaines d'années. Cette prophétie concerne l'histoire de l'ancien Israël et l'histoire de Jérusalem (9,24). Elle consiste en une méditation sur la prédiction du prophète Jérémie que la désolation de Jérusalem durerait 70 ans, une longue prière de Daniel afin que Dieu restaure Jérusalem et son temple, et une explication de l'archange Gabriel qui indique une future restauration par un messie-chef.

#### Les deux rois en conflit
Une longue vision (10,1-12,13) dans la troisième année de Cyrus II roi de la Perse, qui concerne les conflits entre le « roi du Nord » et le « roi du Midi » (l'Égypte, 11,8). Cette vision commence par des références à la Perse et à la Grèce. Puis la vision atteint son paroxysme par une nouvelle description d'un roi arrogant qui profane le temple, installe « l'abomination de la désolation », supprime les sacrifices rituels et persécute les justes. La résurrection est enfin promise à Daniel par un homme sur le bord d'un fleuve.

## Légende du Livre de Daniel et du roi Alexandre le Grand
L’historien juif Flavius Josèphe rapporte que le Livre de Daniel fut montré à Alexandre le Grand lorsqu’il marcha avec son armée contre Jérusalem. L'histoire rapportée se passe vers 330 av. J.-C., plus de 150 ans avant la période maccabéenne. « On lui montra le Livre de Daniel, où il était annoncé qu’un Grec viendrait détruire l’empire des Perses, et le roi, pensant que lui-même était par là désigné, se réjouit fort. » Alexandre accorda de grandes faveurs aux Israélites et il est admis que c’est grâce à ce que Daniel avait dit de lui dans la prophétie.
L'ensemble des spécialistes du sujet analyse que Flavius Josèphe rapporte une légende, car le pays d’Israël, bien que faisant aussi partie du territoire conquis par Alexandre, n'eut pas à se battre. À l’époque d’Alexandre, les Juifs avaient été déjà vaincus par les Assyriens puis par les Babyloniens, puis finalement par les Perses qui, à leur tour, furent vaincus par les Grecs d’Alexandre. Ils ne purent donc pas affronter Alexandre, car leurs forces militaires étaient devenues inexistantes à la suite des diverses déportations. De plus, suivant le récit, Alexandre le Grand se prosterne directement devant le grand-prêtre portant le nom de Dieu sur sa tiare, ce qui est une image en complète contradiction avec celle d'un chef de guerre païen, violent et déterminé, rapportée par les historiens.
Si Flavius Josèphe parle de certains livres sacrés des Juifs, il n'aborde jamais leurs dates de composition, ni le nom de ceux qui sont présents dans le Canon juif fixé en 90 apr. J.-C. au Synode de Jamnia. Flavius Josèphe était un pharisien qui suivait la pensée de l'école de Hillel Hazaken pour la sélection des livres dits sacrés. Avant le Ier siècle, il n'y a pas de trace d'un canon hébraïque fixe. De plus, on constate dans les écrits de Flavius Josèphe que la longue période qui s'étend entre Néhémie et la révolte des Maccabées, est traitée de façon insuffisante. Elle n'était pas le but principal des écrits de Flavius Josèphe. Il n'y a donc pas lieu d'y voir une preuve historique de la période de la rédaction du Livre de Daniel.
Le spécialiste et professeur de littérature hébraïque à Harvard Shaye Cohen (en) avance l'hypothèse que cette légende serait un assemblage de différentes histoires.